# Enrique I. Rottjer
Enrique Inocencio Rottjer (Buenos Aires, 28 de julio de 1891-3 de noviembre de 1959) fue un militar e historiador argentino, perteneciente al Ejército, que alcanzó el grado de coronel. Fue interventor federal de la provincia de Buenos Aires brevemente en septiembre de 1941.

## Biografía
Nació en Buenos Aires en 1891. Ingresó al Ejército Argentino, egresando del Colegio Militar de la Nación como subteniente en 1909.
En 1919, fue secretario de la jefatura de la policía de la ciudad de Buenos Aires, encabezada por Luis Dellepiane, durante los hechos de la Semana Trágica. En 1930, fue secretario de Francisco Medina, ministro de Guerra del presidente de facto José Félix Uriburu. Más tarde fue agregado militar en la embajada argentina en Uruguay.
Desde 1926 fue docente de diversas cátedras en la Escuela Superior de Guerra, donde también fue vicedirector. Además, fue docente de operaciones combinadas en la Escuela de Guerra Naval. En paralelo a su carrera militar, se dedicó a la historiografía, especialmente a la historia militar argentina y general, publicando diversas obras. En 1939, realizó una publicación junto con el entonces teniente coronel Juan Domingo Perón.
En septiembre de 1941, se desempeñó brevemente como interventor federal de la provincia de Buenos Aires, designado por el presidente Ramón S. Castillo.
Falleció en noviembre de 1959, a los 68 años.